# Doornhaaien
Doornhaaien (Squalidae) vormen een familie van haaien uit de orde Doornhaaiachtigen (Squaliformes).

## Kenmerken
Kenmerkend aan deze haaien zijn de zachte rugvinstekels en de tanden in de boven- en onderkaak die even groot zijn. Verder hebben de vissen geen aarsvin. De Groenlandse haai is de grootste doornhaai.

## Geslachten
De familie bestaat uit twee geslachten:
- Cirrhigaleus S. Tanaka, 1912
- Squalus Linnaeus, 1758